# Luís Filipe Pais Beirôco
Luís Filipe Pais (Paes) Beirôco (ur. 4 lipca 1939 w Lizbonie, zm. 6 lutego 2024) – portugalski polityk, prawnik i menedżer, parlamentarzysta krajowy I, II, III i IV kadencji, w latach 1986–1987 i 1989–1994 poseł do Parlamentu Europejskiego II i III kadencji.

## Życiorys
Ukończył studia prawnicze na wydziale prawa Uniwersytetu Lizbońskiego, pracował jako menedżer. W 1978 został dyrektorem gabinetu ministra sportu i turystyki. Przystąpił do Centrum Demokratycznego i Społecznego, pełnił funkcję sekretarza generalnego. W latach 1979–1987 zasiadał w Zgromadzeniu Republiki I, II, III i IV kadencji. Od 1980 do 1985 był członkiem komisji wspólnej Zgromadzenia Republiki i Parlamentu Europejskiego, od 1984 do 1985 zasiadał też w Zgromadzeniu Parlamentarnym NATO.
Po raz pierwszy zasiadał w Europarlamencie II kadencji od stycznia 1986 do września 1987. Powrócił do PE w 1989, wykonując mandat do 1994. Należał do grupy Europejskiej Partii Ludowej, sprawował m.in. funkcję wiceprzewodniczącego Komisji ds. Swobód Obywatelskich i Spraw Wewnętrznych. Był członkiem rady doradczej periodyku „Revista Negócios Estrangeiros”.